# Прогресс М-24
Прогресс М-24 — транспортный грузовой космический корабль (ТГК) серии «Прогресс», запущен к орбитальной станции «Мир». Серийный номер 224.

## Цель полёта
Доставка на ОС более 2300  килограммов различных грузов, в числе которых топливо, запас кислородной смеси, средства  индивидуальной защиты, сменные узлы и блоки, научную аппаратуру (среди научной аппаратуры основная часть — приборы ЕКА), около 100 кг научной аппаратуры США, посылки для членов экипажа.

## Хроника полёта
- 25.08.1994, в 17:25:11.960 (MSK), (14:25:12 UTC) — запуск с космодрома Байконур;
- 30.08.1994, в 17:56 (MSK), (14:56 UTC) — при второй попытке стыковки произошло столкновение ТГК «Прогресс М-24» с ПхО ББ ОС «Мир». Процесс сближения и стыковки проводился в автоматическом режиме;
- 02.09.1994, в 16:30:28 (MSK), (13:30:28 UTC) — осуществлена стыковка ТГК «Прогресс М-24» с третьей попытки с ОС «Мир» к стыковочному узлу, со стороны ПхО ББ ОС «Мир» — «Союз ТМ-19», впервые был использован режим телеоператорного управления (ТОРУ);
- 04.10.1994, в 21:55:52 (MSK), (18:55:52 UTC) — осуществлена расстыковка ТГК «Прогресс М-24» от ОС «Мир».
- 05.10.1994, в 01:43 (MSK), (4 октября 22:43 UTC) — окончание существования ТГК.

## Перечень грузов
Суммарная масса всех доставляемых грузов: 2355 кг